# Sarah Letor
 (juillet 2025).
Motif : auto-édition ; disques auto-produits
- Archive Wikiwix
- Bing
- Cairn
- DuckDuckGo
- E. Universalis
- Gallica
- Google
- G. Books
- G. News
- G. Scholar
- Persée
- Qwant
- (zh) Baidu
- (ru) Yandex
- (wd) trouver des œuvres sur Wikidata

| 1. | Préciser le motif de la pose du bandeau. | Précisez le motif de la pose du bandeau en utilisant la syntaxe suivante : {{admissibilité à vérifier\|date=juillet 2025\|motif=remplacez ce texte par le motif}}                |
| 2. | Informer les utilisateurs concernés.     | Pensez à avertir le créateur de l'article, par exemple, en insérant le code ci-dessous sur sa page de discussion : {{subst:avertissement admissibilité à vérifier\|Sarah Letor}} |

 (février 2024).
- Si vous ne connaissez pas le sujet, laissez ce bandeau (vous pouvez alors contacter les auteurs).
- Si vous supprimez le contenu mis en cause (vous pouvez préalablement contacter les auteurs),

argumentez précisément cette suppression dans la page de discussion
(un manque de référence n'est pas un argument ; une recherche réelle de référence doit avoir été effectuée, être formellement documentée).
 (juin 2020).
 (juin 2020).
Sarah Letor est une autrice-compositrice-interprète belge.

## Biographie

### Enfance et formation
Elle est née le 31 juillet 1980 en Italie.
Elle découvre ses capacités en chants alors qu'elle joue dans une chorale. Dans une interview, elle déclare avoir voulu devenir chanteuse après avoir fait un karaoké à l'âge de 14 ans.

### Carrière
Avant de lancer son projet personnel, elle a été soliste et choriste dans différents ensembles pop/soul, jazz et gospel.
À dix-huit ans, à la suite d'un œdème des cordes vocales, elle doit cesser de chanter pendant trois mois. Son père lui offre un clavier et elle commence la composition.
En 2003, elle est remarquée par le bassiste Daniel Roméo. Elle commence à se produire en concert en tant qu'invitée. Elle rencontre son mari.
En 2009, Sarah Letor sort Gospel "A love so great", un album R&B et gospel qu'elle a écrit et composé. C'est une co-production avec Hervé Letor, son mari. Cet album passe inaperçu. 
En 2013, elle sort l'album Again également co-produit avec son mari, dans lequel elle raconte ses expériences et son vécu. François Colinet, de la RTBF, estime que l'album est « joliment produit, éclectique et énergique à défaut d'être très original. ». La même année, elle sort le single No limit.
En 2016, Sarah Letor sort un nouveau single Free Mind.
En 2017, Sarah sort Beyond, un EP électro-pop et soul.
Durant la composition, en studio ou sur scène, la chanteuse est accompagnée d’Hervé Letor, son mari.

## Discographie
- (2009) A Love so Great - Album Gospel
- (2013) Again - Album POP Soul/Jazzy[9]
- (2017) Beyond - EP Pop/Electro

## Concert
- 2018 : Centre culturel de Nassogne[10].